# 土庫 (臺中市)
土庫，是臺灣臺中市西區的一個傳統地域名稱，位於該區西部。相較於今日行政區，其範圍大致包括中興里南部近邊界地帶的中段偏西、昇平里不含北側部分邊界地帶、大忠里不含最南端、土庫里不含東南側部分邊界地帶、安龍里西北部凸出部分的西南部。

## 歷史
台灣清治末期至日治初期，土庫地區為一街庄，稱為「土庫庄」，隸屬於捒東下堡。該庄昔日北與蔴園頭庄為鄰，東及南隔土庫溪與後壠仔庄為界，西邊田心庄。
1901年（日治明治三十四年）11月，全台廢縣廳改設二十廳，該庄隸屬於臺中廳。1903年（明治三十六年）6月，該庄編入「犁頭店區」，隸屬於臺中廳。1909年（明治四十二年）10月，合併二十廳為十二廳，犁頭店區隸屬不變。1920年（大正九年），全台地方制度大改正，廢十二廳改設五州二廳，該庄改制為「土庫」大字，隸屬於臺中州大屯郡南屯庄。1941年9月，土庫、麻園頭併入州轄臺中市。
戰後土庫劃入西區，隸屬於臺灣省轄臺中市，大字亦改制為里。2010年12月，臺中縣市合併為直轄臺中市，西區隸屬不變。

## 聚落
本地區發展較早的聚落為塗庫，在日治期初期的官方地圖上已有記載。

## 交通
市道136號（南屯路一段）是臺中市龍井區至南投縣國姓鄉龜溝的道路，大致以西北西—東南東走向經過土庫地區西南部邊界地帶。由該道路向西北西可前往南屯、國道1號南屯交流道、大肚東北部邊界地帶、龍井東部、沙鹿西南部、梧棲與龍井交界地帶並止於省道台17線路口，向東南東可前往台中市區、太平、國姓並止於省道台14線路口。

## 學校
- 向上國中（西南部）

## 文化場所
- 國立臺灣美術館（西北側及西南側一小部分）